# Orna Barbivaj
Orna Barbivaj (hebrejsky אורנה ברביבאי‎; * 5. září 1962 Ramla) je izraelská politička a veřejná činitelka, od listopadu 2022 poslankyně Knesetu za stranu Ješ atid. V letech 2021–2022 působila jako ministryně ekonomiky a průmyslu ve vládě Naftali Bennetta. Byla první ženou, která byla jmenována do hodnosti generálmajora (aluf), druhé nejvyšší hodnosti v Izraelských obranných silách.

## Životopis
Orna Barbivaj se narodila v izraelské Ramle a vyrůstala v Afuly. Je nejstarší z osmi dětí v rodině Eliho Šochetmana, původem z Rumunska, a Cily Šochetman, původem z Iráku. Studovala na školách v Afuly a Kfar Galim. Získala bakalářský titul v oboru společenské a humanitní vědy na Ben-Gurionově univerzitě v Negevu, magisterský titul v oboru podniková ekonomika na University of Derby a magisterský titul v oboru společenské vědy na Haifské univerzitě. Absolvovala Vysokou školu národní bezpečnosti.

## Politická kariéra
V lednu 2019 Barbivaj oznámila svůj záměr vstoupit do politiky a později vstoupila do strany Ješ atid. Oznámila, že se bude ucházet o křeslo v Knesetu v nadcházejících volbách v dubnu 2019. Barbivaj se na kandidátce strany umístila na čtvrtém místě. Poté, co Ješ atid vytvořila alianci se stranami Chosen le-Jisra'el a Telem, která vešla ve známost pod názvem Kachol lavan, se umístila na desátém místě kandidátky a byla zvolena do Knesetu. Ve volbách v září 2019 a v roce 2020 se opět umístila na desátém místě kandidátky a byla zvolena do Knesetu.
V březnu 2020 se Ješ atid a Telem oddělily od Kachol lavan a vytvořily vlastní frakci. Poté, co se obě strany v lednu 2021 rozdělily, získala před březnovými volbami druhé místo na kandidátce Ješ atid, čímž si svůj mandát udržela. Po zahájení činnosti 24. Knesetu byla jmenována předsedkyní Výboru pro zahraniční věci a obranu, čímž se stala první ženou, která se této funkce ujala. V červnu, po sestavení vlády Naftali Bennetta, složila přísahu jako ministryně ekonomiky a průmyslu.
Ve volbách v roce 2022 se umístila na 2. místě kandidátky Ješ atid a byla zvolena do Knesetu. Dne 29. prosince 2022 ji ve funkci ministra ekonomiky a průmyslu nahradil Nir Barkat.

## Osobní život
Barbivaj je vdaná za právníka Moše Barbivaje, který se narodil v Maroku a ve třech letech emigroval do Izraele. Mají spolu tři děti, dcery Tal a Mor a syna Jišaje. Má také dvě vnučky. Rodina žije v Tel Avivu. Rodina dříve žila v Gedeře a Giv'atajim.